# Vidart
Vidart – miesięcznik przeznaczony dla wykonujących zawody z szeroko pojętej branży poligraficznej: drukarzy, wydawców, producentów maszyn, urządzeń i materiałów, a także właścicieli i pracowników agencji reklamowych, studiów graficznych oraz producentów opakowań.